# Клузо, Вера
Ве́ра Клузо́ (фр. Véra Clouzot, урождённая Ги́бсон-Ама́ду, порт. Gibson-Amado); 30 декабря 1913 — 15 декабря 1960) — французская актриса и сценарист бразильского происхождения. Троюродная сестра бразильского писателя Жоржи Амаду.

## Биография
Родилась 30 декабря 1913 года в Рио-де-Жанейро в состоятельной семье политика и дипломата.
В 1941 году Вера Гибсон Амаду познакомилась и вышла замуж за французского актера Лео Лапара (фр. Léo Lapara) (1909—1995), члена театральной труппы режиссёра Луи Жуве, гастролировавшей в Рио-де-Жанейро в разгар Второй мировой войны. Она присоединилась к группе для серии выступлений в Южной Америке, которые завершились почти четыре года спустя возвращением после Освобождения в Париж. Во французской столице Луи Жуве, взявший на себя управление театром Athénée, продолжал давать ей небольшие роли.
В 1947 году она познакомилась с режиссером Анри-Жоржем Клузо на съемках фильма «Набережная Орфевр», в котором ее муж Лео Лапара играл роль инспектора Маркетти. В порыве любви с первого взгляда она развелась с Лео и сразу же переехала к Клузо, за которого вышла замуж в 1950 году в мэрии 5-го округа Парижа. 
Клузо нанял её в качестве секретаря—постановщика для фильма «Микетт и ее мать» (1949), впоследствии снял супругу в короткометражном фильме «Бразилия» (1950), а затем в главных ролях только в трёх своих фильмах: «Плата за страх» (1953), «Дьяволицы» (1954) и «Шпионки» (1957).  Также Вера Клузо была соавтором сценария фильма Анри-Жоржа Клузо «Истина» (1960) с актрисой Брижит Бардо.
Скоропостижно скончалась от сердечного приступа 15 декабря 1960 года в VIII округе Парижа. Похоронена в Париже на участке №30 кладбища Монмартр. Позже рядом были похоронены супруг Анри-Жорж Клузо (1907—1977) и его вторая жена Инес Клузо Бизе (1925—2011).
В честь своей жены режиссер основал продюсерскую компанию Vera Films.

## Семья
Отец — Жилберту Гибсон Амаду (1887—1969), известный бразильский конгрессмен, писатель, журналист и адвокат, экс-президент Ассоциации международного права ООН. 
Мать — Элис Гибсон.
Первый муж — Лео Лапара (фр. Léo Lapara) (1909—1995), французский актер.
Второй муж — Анри-Жорж Клузо (1907—1977), французский кинорежиссёр и сценарист.
Детей нет.

## Фильмография
| Год  |   | Русское название | Оригинальное название | Роль               |
| ---- | - | ---------------- | --------------------- | ------------------ |
| 1953 | ф | Плата за страх   | Le Salaire de la peur | Линда              |
| 1955 | ф | Дьяволицы        | Les Diaboliques       | Кристина Делассаль |
| 1957 | ф | Шпионы           | Les Espions           | Люси               |
| 1960 | ф | Истина           | La Vérité             | [ комм. 1 ]        |